# The Beverly Hilton
The Beverly Hilton est un hôtel situé à Beverly Hills en banlieue de Los Angeles, aux États-Unis. Cet hôtel a accueilli certaines cérémonies et conventions tels que les Golden Globes et les Daytime Emmy Awards.
C'est Conrad Hilton qui ouvre le Beverly Hilton en 1955. L’hôtel est conçu par l'architecte Welton Becket.

## Références

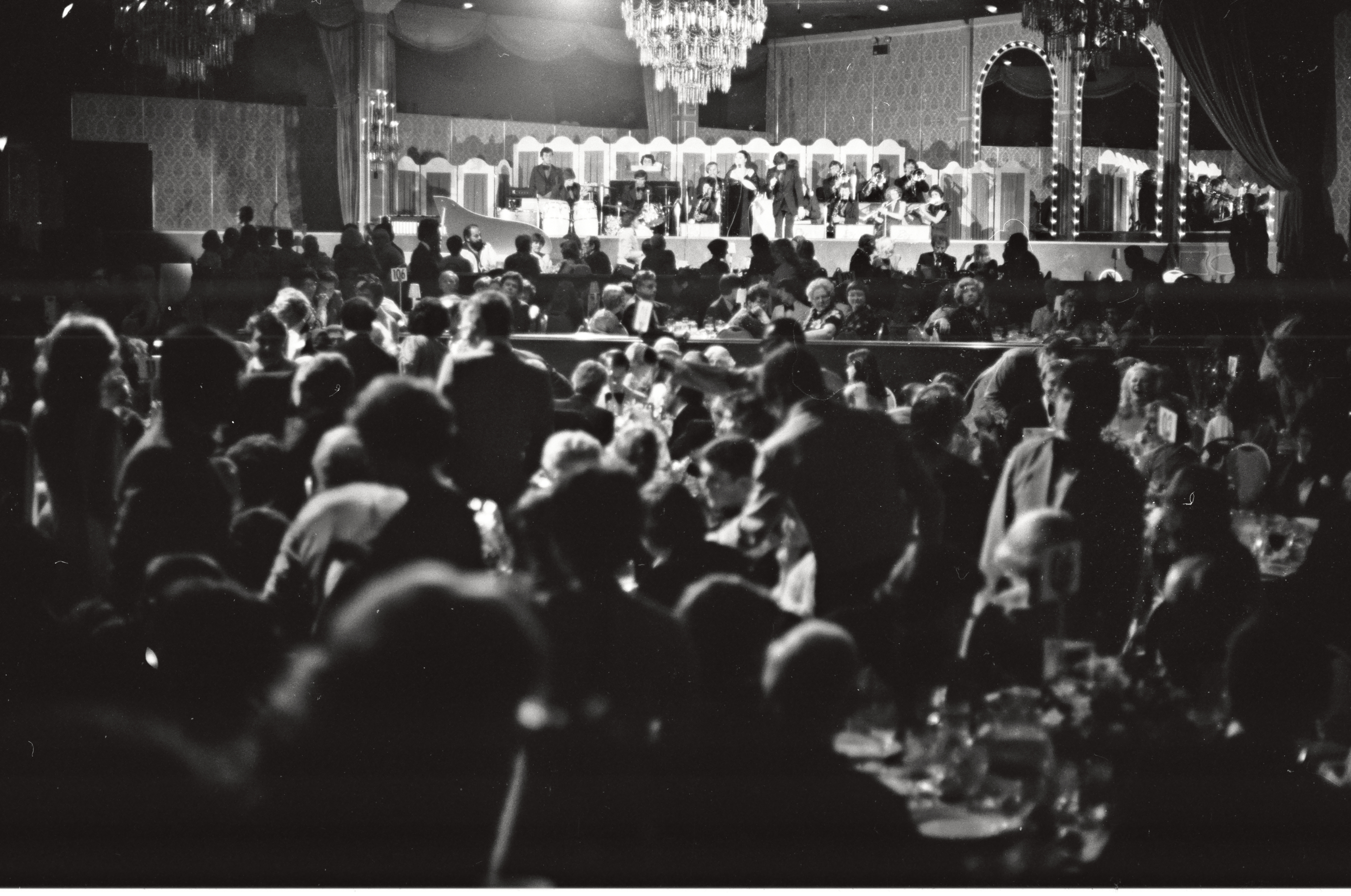
The Beverly Hilton lors d'une convention en 1979.